# أندي جاكسون (لاعب كرة مضرب)
أندي جاكسون (بالإنجليزية: Andy Jackson)‏ هو لاعب كرة مضرب أمريكي، ولد في 14 أغسطس 1961 في Oneida, Kentucky ‏ في الولايات المتحدة.